# لويز غونسالو
لويز غونسالو (بالبرتغالية: Luiz Gonçalo‏) هو لاعب كرة قدم برازيلي، ولد في 5 يونيو 1960.